# Moserne
|  | Denne artikel er oprettet af botten PalnaBot ud fra en ekstern database. Den kan derfor have sproglige fejl eller mangler. Denne skabelon kan fjernes efter kontrol af indholdet. |

Moserne er en film instrueret af Leif Ahlmann Olesen.

## Handling
Afvandingen har skabt fattig landbrugsjord og landskabsværdier er gået tabt: Moserne er et stykke dansk natur, som vi ikke giver nogen særlig lys fremtid.